# Павлик Іван Юрійович
Іван Юрійович Павли́к (26 лютого 1921, Косів — 27 серпня 1999) — український майстер різьблення по дереву і педагог; член Спілки майстрів народного мистецтва України. Заслужений майстер народної творчості України.

## Біографія
Народився 26 лютого 1921 року в місті Косові (нині Івано-Франківська область, Україна) в багатодітній сім'ї столяра. З 1927 року навчався у Косівській народній школі; 1934 року закінчив семирічну школу і вступив на курси вечірньої промислової школи комерційного характеру, де викладали основи діловодства, бухгалтерський облік, економіку.
Столярної справи навчався у батька. З вересня 1939 року працював столяром при штабі Червоної армії у Косові; з 1944 по 1960 рік — у косівській артілі (пізніше фабриці) «Гуцульщина». Протягом 1960—1963 років працював інструктором виробничого навчання на відділі художньої обробки дерева у Косівському технікумі народних художніх промислів. Після роботи у технікумі повернувся на фабрику «Гуцульщина» у експериментальну бригаду різьбярем 5 розряду, де працював до виходу на пенсію. Нагороджений орденом Дружби народів. Під кінець життя відкрив музей своїх авторських творів у власному будинку. Мешкав у Косові, в будинку на вулиці Чернишевського, № 17 (нині вул. Лісна,17). Помер 27 серпня 1999 року.

## Творчість
Виготовляв баклаги, декоративні тарелі — «Портрет Богдана Хмельницького» (1954), «50-річчя Великої Жовтневої соціалістичної революції» (1967). 1947 року, разом із іншими майстрами, виготовив набір різьблених меблів для Кремля. У Косові церкву Різдва Івана Хрестителя прикрашають панікадила, свічники, патериці, рама для плащаниці Ісуса Христа, різьблені та офірувані майстром.
Брав участь у виставках з 1940 року. Роботи майстра зберігаються у Музеїй етнографії та художнього промислу у Львові, Національному музеї народного мистецтва Гуцульщини та Покуття імені Йосафата Кобринського у Коломиї.